# The Best Damn World Tour
La gira comenzó en Canadá; de mayo a julio, Avril Lavigne estuvo por Europa, regresando a Norteamérica para presentarse en julio-agosto en Estados Unidos y Canadá y a partir de agosto y hasta octubre se dirijo en Asia, donde se presentó principalmente en Japón y China. El repertorio, incluye las canciones del álbum 'The Best Damn Thing', al igual que los sencillos de 'Let Go' y 'Under My Skin'. Un DVD con grabaciones en vivo de la gira fue lanzado el 9 de septiembre de 2008, con el título: The Best Damn Tour - Live in Toronto. Se estima que la gira recaudó alrededor de 50 millones de dólares solamente en Estados Unidos y fue dirigida por Jamie King, quien también trabajó en giras de Madonna, Justin Timberlake, Britney Spears, Celine Dion, Spice Girls, Ricky Martin y Christina Aguilera. Esta gira recaudó $200.000.000 en todo el mundo.

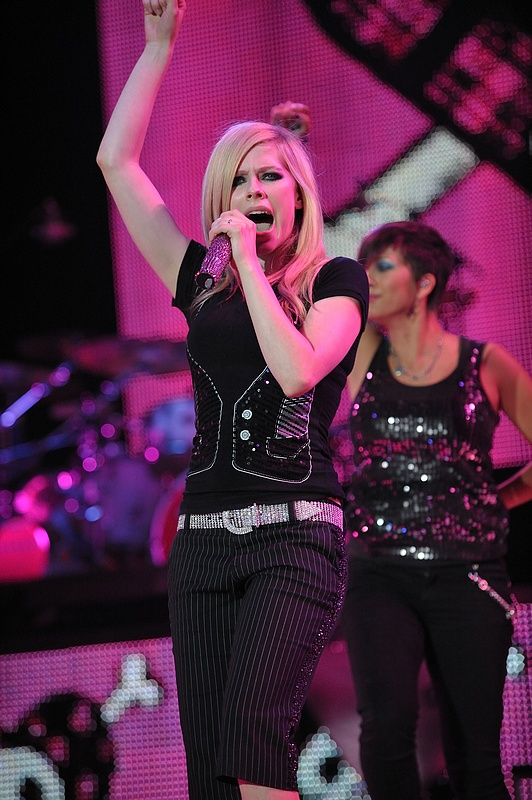
Lavigne en Ámsterdarm, Países Bajos.

## Actos de Apertura
- Boys Like Girls (América)
- Jonas Brothers (Europa y América))[1]
- Demi Lovato (América))[2]
- Duke Squad (América)
- The Midway State (América)
- illScarlett (América)
- Silverstein (Asia)[3]
- Ai Otsuka (Asia)[3]
- Puffy AmiYumi (Asia)[3]

## Repertorio
The best damn tour
5 de marzo de 2008 - 6 de octubre de 2008
| N.º | Título                                                                            | Álbum original               |
| --- | --------------------------------------------------------------------------------- | ---------------------------- |
| 1.  | Untitled I (Video introductorio)                                                  |                              |
| 2.  | Girlfriend                                                                        | The best damn thing          |
| 3.  | I can do better                                                                   | The best damn thing          |
| 4.  | Complicated                                                                       | Let go                       |
| 5.  | My happy ending                                                                   | Under my skin                |
| 6.  | I'm with you                                                                      | Let go                       |
| 7.  | I always get what i want                                                          | Under my skin                |
| 8.  | Untitled II (Contiene elementos de "Unwanted" y "Bled it Out" - Danza intermedia) |                              |
| 9.  | When you're gone                                                                  | The best damn thing          |
| 10. | Innocence                                                                         | The best damn thing          |
| 11. | Don't tell me                                                                     | Under my skin                |
| 12. | Hot                                                                               | The best damn thing          |
| 13. | Losing grip                                                                       | Let go                       |
| 14. | Untitled III (Contiene extractos de "Bad Reputation" - Vídeo intermedio)          |                              |
| 15. | Everything back but you                                                           | The best damn thing          |
| 16. | Runaway                                                                           | The best damn thing          |
| 17. | Hey Mickey                                                                        | never released by the artist |
| 18. | The best damn thing                                                               | The best damn thing          |
| 19. | I don't have to try                                                               | The best damn thing          |
| 20. | He wasn't                                                                         | Under my skin                |
| 21. | Girlfriend (Dr.Luke Remix)                                                        | The best damn thing          |
| 22. | Sk8er boy                                                                         | Let go                       |
| 23. | Keep holding on (en algunos conciertos)                                           | The best damn thing          |
| 24. | In too deep (en algunos conciertos)                                               | never released by the artist |

## Fechas de la Gira
| América                  |                     |                 |                                      |
| 5 de marzo de 2008       | Victoria            | Canadá          | Save-On-Foods Memorial Centre        |
| 7 de marzo de 2008       | Vancouver           | Canadá          | GM Place                             |
| 8 de marzo de 2008       | Kamloops            | Canadá          | Interior Savings Centre              |
| 9 de marzo de 2008       | Kelowna             | Canadá          | Prospera Place                       |
| 11 de marzo de 2008      | Prince George       | Canadá          | CN Centre                            |
| 12 de marzo de 2008      | Edmonton            | Canadá          | Rexall Place                         |
| 13 de marzo de 2008      | Calgary             | Canadá          | Pengrowth Saddledome                 |
| 15 de marzo de 2008      | Regina              | Canadá          | Brandt Centre                        |
| 16 de marzo de 2008      | Saskatoon           | Canadá          | Credit Union Centre                  |
| 18 de marzo de 2008      | Winnipeg            | Canadá          | MTS Centre                           |
| 20 de marzo de 2008      | Minneapolis         | Estados Unidos  | Target Center                        |
| 21 de marzo de 2008      | Rosemont            | Estados Unidos  | Allstate Arena                       |
| 22 de marzo de 2008      | Auburn Hills        | Estados Unidos  | The Palace Of Auburn Hills           |
| 25 de marzo de 2008      | Pittsburgh          | Estados Unidos  | A.J. Palumbo Center                  |
| 26 de marzo de 2008      | Cleveland           | Estados Unidos  | Wolstein Center at CSU               |
| 28 de marzo de 2008      | Atlantic City       | Estados Unidos  | Borgata                              |
| 29 de marzo de 2008      | Buffalo             | Estados Unidos  | HSBC Arena                           |
| 30 de marzo de 2008      | East Rutherford     | Estados Unidos  | Izod Center                          |
| 1 de abril de 2008       | Boston              | Estados Unidos  | Agganis Arena                        |
| 2 de abril de 2008       | Montreal            | Canadá          | Bell Centre                          |
| 3 de abril de 2008       | Ottawa              | Canadá          | Scotiabank Place                     |
| 7 de abril de 2008       | Toronto             | Canadá          | Air Canada Centre                    |
| 8 de abril de 2008       | Kingston            | Canadá          | Kingston Reg'l Sports & Ent. Ctr.    |
| 9 de abril de 2008       | London              | Canadá          | John Labatt Centre                   |
| 11 de abril de 2008      | Uniondale           | Estados Unidos  | Nassau Coliseum                      |
| 12 de abril de 2008      | Uncasville          | Estados Unidos  | Mohegan Sun Arena                    |
| 13 de abril de 2008      | Mánchester          | Estados Unidos  | Verizon Wireless Arena               |
| 15 de abril de 2008      | Fairfax             | Estados Unidos  | Patriot Center                       |
| 18 de abril de 2008      | Atlanta             | Estados Unidos  | Philips Arena                        |
| 19 de abril de 2008      | Tampa               | Estados Unidos  | Ford Amphitheatre                    |
| 20 de abril de 2008      | West Palm Beach     | Estados Unidos  | Sound Advice Amphitheatre            |
| 21 de abril de 2008      | Miami               | Estados Unidos  | American Airlines Arena              |
| 22 de abril de 2008      | Biloxi              | Estados Unidos  | Hard Rock Hotel/Casino               |
| 24 de abril de 2008      | Hidalgo             | Estados Unidos  | Dodge Arena                          |
| 25 de abril de 2008      | Houston             | Estados Unidos  | Cynthia Woods Pavilion               |
| 26 de abril de 2008      | Dallas              | Estados Unidos  | Smirnoff Music Centre                |
| 27 de abril de 2008      | Selma               | Estados Unidos  | Verizon Wireless Amphitheater        |
| 29 de abril de 2008      | Las Vegas           | Estados Unidos  | The Pearl                            |
| Europa                   |                     |                 |                                      |
| 26 de mayo de 2008       | Glasgow             | Reino Unido     | Carling Academy                      |
| 27 de mayo de 2008       | Glasgow             | Reino Unido     | Carling Academy                      |
| 29 de mayo de 2008       | Mánchester          | Reino Unido     | M.E.N. Arena                         |
| 30 de mayo de 2008       | Birmingham          | Reino Unido     | The NEC Arena                        |
| 31 de mayo de 2008       | Cardiff             | Reino Unido     | International Arena                  |
| 1 de junio de 2008       | Plymouth            | Reino Unido     | Plymouth Pavilions                   |
| 3 de junio de 2008       | Bournemouth         | Reino Unido     | International Centre                 |
| 4 de junio de 2008       | Londres             | Reino Unido     | The O2                               |
| 6 de junio de 2008       | Dublín              | Irlanda         | RDS Simmonscourt                     |
| 7 de junio de 2008       | Belfast             | Irlanda         | Odyssey Arena                        |
| 9 de junio de 2008       | Luxemburgo          | Luxemburgo      | Rochal                               |
| 10 de junio de 2008      | París               | Francia         | Zenith Paris                         |
| 12 de junio de 2008      | Bolzano             | Italia          | The Palaonda                         |
| 13 de junio de 2008      | Milán               | Italia          | Datchforum                           |
| 14 de junio de 2008      | Mónaco              | Mónaco          | Grimaldi Forum Hall                  |
| 17 de junio de 2008      | Múnich              | Alemania        | Zenith                               |
| 18 de junio de 2008      | Dusseldorf          | Alemania        | Philipshalle                         |
| 20 de junio de 2008      | Ámsterdam           | Países Bajos    | Heineken Music Hall                  |
| 21 de junio de 2008      | Bruselas            | Bélgica         | Forest National                      |
| 22 de junio de 2008      | Mannheim            | Alemania        | Mozartsaal/Rosengarten               |
| 23 de junio de 2008      | Dresde              | Alemania        | Junge Garde                          |
| 24 de junio de 2008      | Berlín              | Alemania        | Columbiahalle                        |
| 26 de junio de 2008      | Copenhague          | Dinamarca       | KB Hallen                            |
| 28 de junio de 2008      | Estocolmo           | Suecia          | Annexet                              |
| 30 de junio de 2008      | Helsinki            | Finlandia       | Hartwall Arena                       |
| 1 de julio de 2008       | Tallin              | Estonia         | Saku Surhall                         |
| 2 de julio de 2008       | Riga                | Letonia         | Riga Arena                           |
| 3 de julio de 2008       | Vilna               | Lituania        | Siemens Arena                        |
| 5 de julio de 2008       | Wroclaw             | Polonia         | Hala Stuleca                         |
| 7 de julio de 2008       | Budapest            | Hungría         | Petofi Csarnok                       |
| 8 de julio de 2008       | Praga               | República Checa | Sportovni Hala                       |
| 9 de julio de 2008       | Leoben              | Austria         | Stehplatz                            |
| América                  |                     |                 |                                      |
| 22 de julio de 2008      | Maryland Heights    | Estados Unidos  | Verizon Wireless Amphitheater        |
| 23 de julio de 2008      | Noblesville         | Estados Unidos  | Verizon Wireless Music Center        |
| 25 de julio de 2008      | Hershey             | Estados Unidos  | Hershey Park Stadium & Star Pavilion |
| 26 de julio de 2008      | Hartford            | Estados Unidos  | New England Dodge Music Center       |
| 28 de julio de 2008      | Cincinnati          | Estados Unidos  | Riverbend Music Center               |
| 29 de julio de 2008      | Charlotte           | Estados Unidos  | Verizon Wireless Amphitheatre        |
| 30 de julio de 2008      | Raleigh             | Estados Unidos  | Time Warner Cable Music Pavilion     |
| 1 de agosto de 2008      | Bethleham           | Estados Unidos  | Musikfest Grounds                    |
| 2 de agosto de 2008      | Saratoga Springs    | Estados Unidos  | Saratoga Performing Arts Center      |
| 3 de agosto de 2008      | Toms River Township | Estados Unidos  | TR North Campus                      |
| 5 de agosto de 2008      | Sudbury             | Canadá          | Sudbury Community Arena              |
| 6 de agosto de 2008      | Toronto             | Canadá          | Molson Amphitheatre                  |
| 8 de agosto de 2008      | St. John            | Canadá          | Harbour Station                      |
| 9 de agosto de 2008      | Moncton             | Canadá          | Moncton Coliseum Complex             |
| 10 de agosto de 2008     | Halifax             | Canadá          | Halifax Metro Centre                 |
| 12 de agosto de 2008     | St. John's          | Canadá          | Mile One Centre                      |
| 13 de agosto de 2008     | St. John's          | Canadá          | Mile One Centre                      |
| Asia                     |                     |                 |                                      |
| 29 de agosto de 2008     | Kuala Lumpur        | Malasia         | Merdeka Stadium                      |
| 1 de septiembre de 2008  | Seúl                | Corea del Sur   | Melox Ax                             |
| 3 de septiembre de 2008  | Manila              | Filipinas       | Mall Of Asia Arena                   |
| 5 de septiembre de 2008  | Taipéi              | Taiwán          | Taipei Soccer Stadium                |
| 7 de septiembre de 2008  | Kallang             | Singapur        | Indoor Stadium                       |
| 10 de septiembre de 2008 | Hamamatsu           | Japón           | Hamamatsu Arena                      |
| 11 de septiembre de 2008 | Niigata             | Japón           | Niigata Messe                        |
| 13 de septiembre de 2008 | Tokio               | Japón           | Yoyogi Gymnasium                     |
| 14 de septiembre de 2008 | Tokio               | Japón           | Yoyogi Gymnasium                     |
| 16 de septiembre de 2008 | Tokio               | Japón           | Tokyo Dome                           |
| 17 de septiembre de 2008 | Nagoya              | Japón           | Gaishi Hall                          |
| 18 de septiembre de 2008 | Nagoya              | Japón           | Gaishi Hall                          |
| 20 de septiembre de 2008 | Osaka               | Japón           | Intex                                |
| 21 de septiembre de 2008 | Osaka               | Japón           | Intex                                |
| 23 de septiembre de 2008 | Fukuoka             | Japón           | Marine Messe                         |
| 24 de septiembre de 2008 | Hiroshima           | Japón           | Sunplaza Hall                        |
| 26 de septiembre de 2008 | Macao               | Macao           | Venetian Arena                       |
| 28 de septiembre de 2008 | Cantón              | China           | Indoor Stadium                       |
| 30 de septiembre de 2008 | Chongqing           | China           | Chongqing Olympic Sports Center      |
| 2 de octubre de 2008     | Lijang              | China           | Lijang Snow Mountain Festival        |
| 4 de octubre de 2008     | Shanghái            | China           | Shanghai Stadium                     |
| 6 de octubre de 2008     | Pekín               | China           | Wukesong Arena                       |

## Conciertos Cancelados
| América             |               |                |                               |
| 30 de abril de 2008 | San Diego     | Estados Unidos | Cox Arena                     |
| 2 de mayo de 2008   | Phoenix       | Estados Unidos | Cricket Wireless Pavilion     |
| 3 de mayo de 2008   | Anaheim       | Estados Unidos | The Theatre at Honda Center   |
| 4 de mayo de 2008   | Los Ángeles   | Estados Unidos | Gibson Amphitheatre           |
| 6 de mayo de 2008   | Santa Bárbara | Estados Unidos | Santa Bárbara Bowl            |
| 7 de mayo de 2008   | San José      | Estados Unidos | HP Pavilion at San José       |
| 9 de mayo de 2008   | Spokane       | Estados Unidos | Spokane Arena                 |
| Europa              |               |                |                               |
| 15 de junio de 2008 | Badalona      | España         | Pabellón Olímpico de Badalona |